# Selenops vigilans
Selenops vigilans là một loài nhện trong họ Selenopidae.
Loài này thuộc chi Selenops. Selenops vigilans được Mary Agard Pocock miêu tả năm 1898.